# Округ Равали (Монтана)
Равали (енгл. Ravalli County) је округ у америчкој савезној држави Монтана.

## Демографија
По попису из 2010. године број становника је 40.212, што је 4.142 (11,5%) становника више него 2000. године.
| Група             | 2000.          | 2010.          |
| Белци             | 34.449 (95,5%) | 37.764 (93,9%) |
| Афроамериканци    | 49 (0,1%)      | 79 (0,2%)      |
| Азијати           | 108 (0,3%)     | 208 (0,5%)     |
| Хиспаноамериканци | 678 (1,9%)     | 1.195 (3,0%)   |
| Укупно            | 36.070         | 40.212         |